# Miguel Tomás de Taxaquet
Miguel Tomás de Taxaquet (também Miguel Thomàs de Taxaquet) (1529 – 9 de julho de 1578) foi um prelado católico romano que serviu como bispo de Lérida de 1577 a 1578.

## Biografia
Miguel Thomàs de Taxaquet nasceu em Lluchmayor, Espanha, em 1529. No dia 8 de novembro de 1577, foi nomeado Bispo de Lérida durante o papado de Gregório XIII. A 24 de novembro de 1577, foi consagrado bispo por Giulio Antonio Santorio, Cardeal-Sacerdote de San Bartolomeo all'Isola, com Thomas Goldwell, Bispo de Saint Asaph, e Gaspare Viviani, Bispo de Hierapetra et Sitia, servindo como co-consagradores. Serviu como Bispo de Lérida até à sua morte a 9 de julho de 1578.